# Pestana Equador

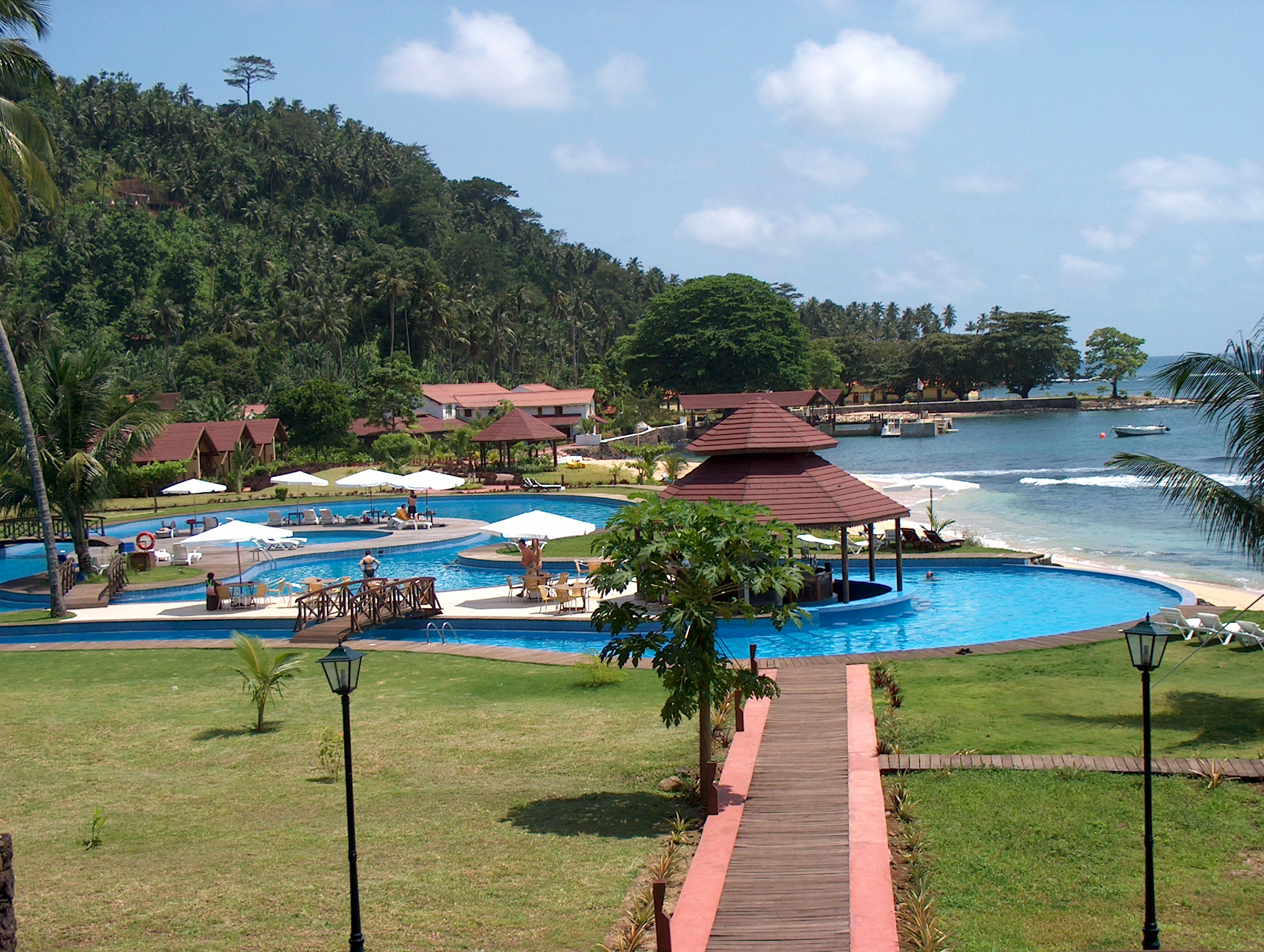
Pestana Equador

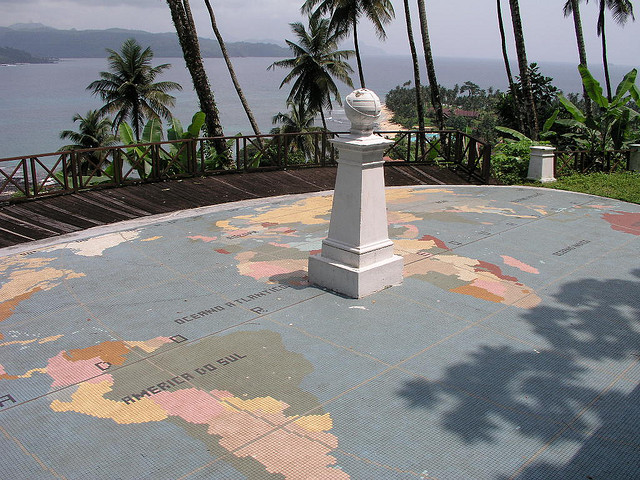
Marca del Ecuador erigido por Gago Coutinho al suroeste del resort.

El Pestana Equador es un resort de playa en Ilhéu das Rolas, en el extremo sur de São Tomé y Príncipe. Es propiedad y está operado por el Grupo Pestana de hoteles y resorts. Es uno de los pocos centros del planeta que está atravesado por el ecuador y acostado en dos hemisferios. 
El resort se encuentra justo al norte del ecuador, y está a 60 km de la ciudad capital, Santo Tomé. El resort sólo se puede acceder por barco, saliendo de Ponta Baleia en la isla de São Tomé. 
El resort tiene el monumento del ecuador, marcando la división norte-sur.